# Gynanisa nigra
Gynanisa nigra är en fjärilsart som beskrevs av Eugène Louis Bouvier. Gynanisa nigra ingår i släktet Gynanisa och familjen påfågelsspinnare. Inga underarter finns listade i Catalogue of Life.